# 심포항

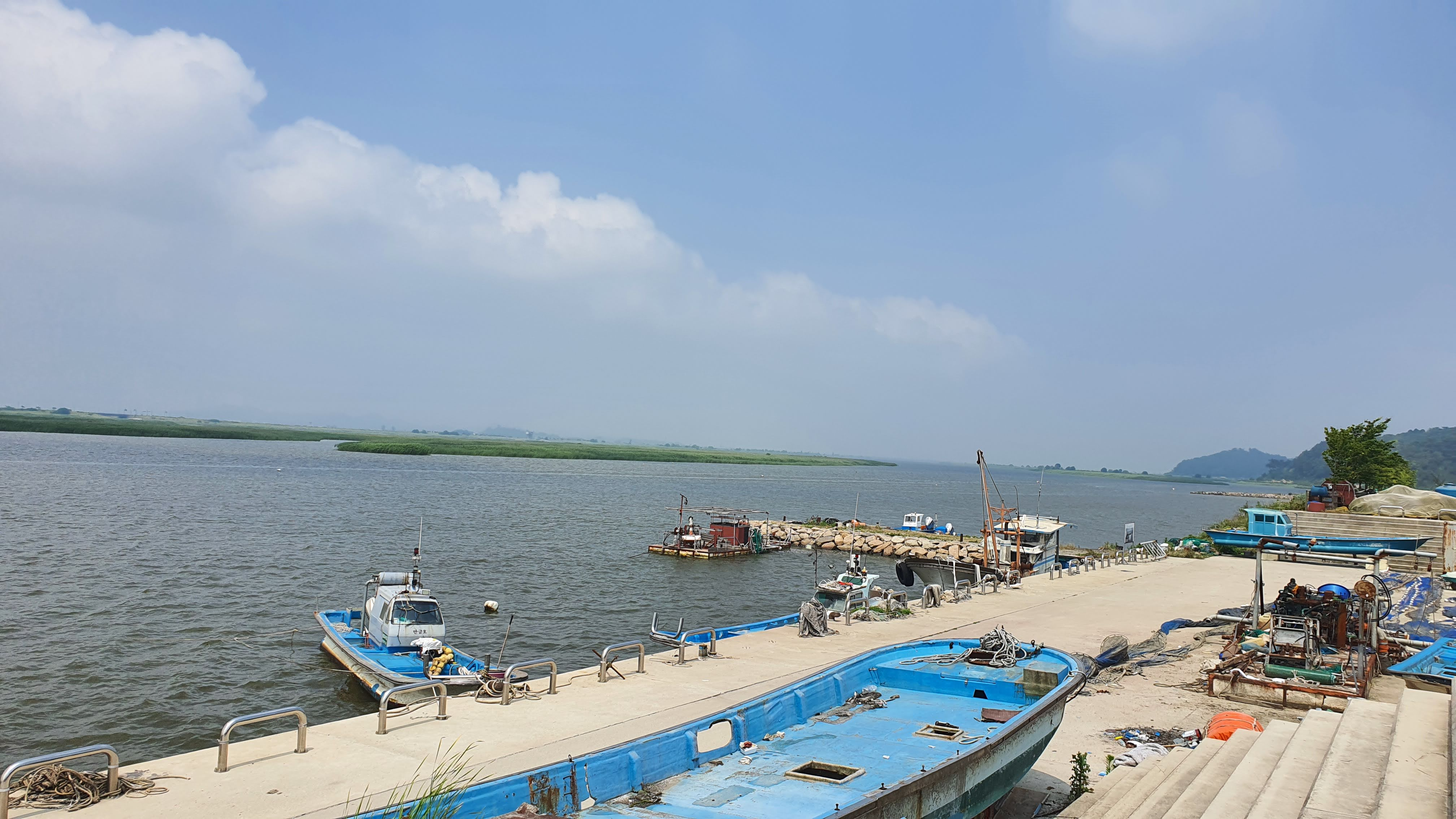
심포항의 전경.

심포항은 전북특별자치도 김제시 진봉면에 있는 항구이다. 기존에는 대한민국 내 백합 생산의 60%를 차지하던 어항이었으나, 새만금사업으로 어업이 거의 중단되었다. 2019년 이후부터는 민물 조개인 재첩을 수확하여 "새만금 재첩"으로 판매하고 있다. 또한 만경강(새만금호)에 접하는 내수면항으로 부분적인 시설이 이미 갖춰져 있으며 2020년 해양수산부의 기본계획에 따라 전북특별자치도의 유일한 마리나항으로 개발될 예정이다.